# Aïn Deheb
Aïn Deheb è un comune dell'Algeria, situato nella provincia di Tiaret.